# Защита Лужина
«Защи́та Лу́жина» — третий роман писателя Владимира Набокова, один из наиболее известных его романов. Опубликован в 1929—1930 годах. В основе сюжета лежит история жизни шахматного вундеркинда — Лужина, человека очень необщительного, довольно странного, полностью погруженного в шахматы. Книга начинается с описания его детства, семьи, обучения в гимназии в России и увлечения шахматами, затем в книге рассказывается о его взрослой жизни в эмигрантской среде в Берлине 1920-х годов.
Распространено мнение, что Лужину в соответствии с современными медицинскими представлениями мог бы быть поставлен диагноз расстройства аутистического спектра, но в книге ни о каких медицинских диагнозах не говорится.

## Сюжет
Лужин (на протяжении почти всего романа, до последней страницы, героя называют только по фамилии) — петербургский мальчик из дворянской семьи, чьи родители не любят друг друга, у отца-писателя тайный роман с сестрой жены. Лужина отправляют в гимназию, где жизнь его становится адом, он не общается ни с кем из сверстников, подвергается издевательствам одноклассников. Однажды Тётя, сестра матери, обучает его игре в шахматы, и игра настолько захватывает мальчика, что он даже начинает прогуливать школу, чтобы играть в шахматы.
Находится предприимчивый человек, Валентинов, который решает организовать шахматную карьеру мальчика. Много лет он возит Лужина по турнирам, пока тот подает большие надежды, но едва только Лужин замедляется в своём развитии как игрок, Валентинов начинает считать его бесперспективным, теряет к нему интерес и оставляет его. Лужин, почти ничего не знающий о жизни и не видевший ничего кроме шахмат и шахматных турниров, социально дезадаптированный, вынужден теперь самостоятельно организовывать свой быт и свой дальнейший путь в шахматах. В это время в России происходит революция и начинается гражданская война. Лужин оказывается в эмиграции. Тем не менее, несмотря на бытовые и финансовые сложности, Лужин все же развивается как шахматист и постепенно вырастает в одного из сильнейших игроков мира.
В 1920-е годы Лужин переезжает с турнира на турнир по городам Европы, не замечая окружающей обстановки, перемещаясь от гостиницы до турнирного зала и обратно. Он борется за право вызвать на матч чемпиона мира. Перед турниром претендентов в Берлине Лужин неожиданно обретает любовь: он влюбляется в 25-летнюю дочь состоятельных русских эмигрантов. Добрая и сострадательная по натуре, замечая, что Лужин порядочный и скромный человек, и видя его неустроенность и неприспособленность к жизни, она проникается к нему состраданием и симпатией и непременно хочет позаботиться о нем, став его женой, хотя ее мать поначалу даже слышать не хочет об этом браке.
На турнире претендентов Лужин показывает очень сильную игру, но в результате перенапряжения и недосыпания у него происходит сильнейшее нервное расстройство, заканчивающееся обмороком и госпитализацией. Врач в клинике предписывает Лужину оставить шахматы, а его невесте советует сделать все, чтобы отвлечь Лужина от шахмат.
Несмотря на сопротивление ее родителей, Лужин и его избранница женятся. Жена всеми силами старается не напоминать Лужину о его прежней шахматной карьере, окружает его заботой и уютом в новой квартире в Берлине, собирается увезти его в путешествие. Однако её попытки привести мужа к жизни обычного человека разбиваются о странные мысли, завладевающие разумом Лужина: ему кажется, что реальность пытается разыграть с ним какую-то шахматную комбинацию, от которой он не может защититься, и что все события его нынешней жизни являются ходами этой комбинации. Наконец, придя в отчаяние, он видит единственный выход: «выпасть из игры». Он кратко благодарит за всё свою жену и, запершись в ванной, выбрасывается из окна.

## Обозначения персонажей в романе
Роман примечателен тем, что в нем почти не упоминаются имена персонажей. Например, имя жены Лужина не упомянуто вообще ни разу, так же как и ее девичья фамилия. Долгое время в романе она остается безымянной. Только после замужества упоминается ее новая фамилия по мужу — она становится Лужина, будто обретение фамилии обозначает обретение ей жизненной функции. Имя самого Лужина упоминается лишь в двух заключительных предложениях романа, уже после смерти Лужина:
…
Дверь выбили. «Александр Иванович, Александр Иванович!» — заревело несколько голосов.
Но никакого Александра Ивановича не было.
Построение данного последнего предложения романа считается очень важным для раскрытия персонажа Лужина и всего замысла романа Набокова, поскольку указывает на то, что Александра Ивановича, как «нормальной», полной личности никогда не существовало, а существовало лишь особое явление — шахматист Лужин (шахматистов в шахматной литературе принято называть по одной фамилии), который мог либо существовать как шахматист, либо не существовать вовсе.

## Персонажи
- Александр Иванович Лужин: главный герой. В детстве — замкнутый ребёнок с особенностями поведения, возможно больной аутизмом; он живёт в атмосфере непонимания со стороны родителей, плохо успевает в гимназии, страдает от травли одноклассников. Практически единственным для него эмоциональным выходом из тяжелой обыденной жизни становятся шахматы. Во взрослой жизни — полный, неряшливый, выглядящий старше своих лет, страдающий одышкой и полностью сосредоточенный на шахматах гроссмейстер, один из лучших игроков своего времени. Во время турнира с итальянским мастером Турати у него происходит нервный срыв. Герой на протяжении всего романа, за исключением финальной сцены, называется по фамилии.

- Жена Лужина: ключевой, но остающийся безымянным на протяжении всего текста персонаж. Дочь обеспеченного русского эмигрантского семейства, она выходит замуж за Лужина, преодолевая сопротивление матери и отца. В Лужине её привлекает образ неприспособленного к жизни шахматного гения, по отношению к которому она испытывает скорее материнские чувства. История их отношений — это попытка невесты, а позднее жены, отвлечь Лужина от навязчивых образов шахмат, от идеи шахматной игры.

- Валентинов: ловкий шахматный антрепренёр, человек разносторонних талантов, опекавший Лужина с того возраста, когда у него проявился шахматный гений. Валентинов использует Лужина исходя из своих эгоистических соображений и без сожаления возвращает его отцу, когда ему кажется, что талант Лужина угасает.

- Турати: гроссмейстер-итальянец, главный противник и злой гений для Лужина. После партии с Турати у Лужина происходит тяжёлый нервный срыв.

## История создания
Работу над романом Набоков начал весной 1929 года в Ле-Булу (Восточные Пиренеи) в процессе сбора бабочек для своей коллекции и закончил в августе того же года в Берлине. В 1929—1930 годах Набоков под псевдонимом В. Сирин опубликовал его в журнале «Современные записки», а затем отдельной книгой в издательстве «Слово» (Берлин, 1930).
Редакция и публикация романа на английском под названием «The Defence» были произведены и завершены самим автором спустя тридцать четыре года, хотя один из американских издателей предлагал опубликовать её сразу после издания романа на русском языке. Однако, из-за требования заменить в сюжете шахматы музыкой, а из главного героя сделать сумасшедшего скрипача, автор отказался от сотрудничества.
Среди прототипов главного героя назывались:
- Четвёртый чемпион мира по шахматам А. А. Алехин. В романе описана известная шахматная партия Рети — Алехин (Баден-Баден, 1925).
- Курт фон Барделебен (Curt von Bardeleben), известный шахматист, близкий знакомый В. Набокова, предположительно покончивший жизнь самоубийством в 1924 году.

## Критика
Вячеслав Курицын называет книгу «романом о бегстве от жизни в игру, фантазию, творчество, о том, как трудно выйти в метафизику, минуя повседневную реальность» и «пожалуй, самым эмблематичным произведением русскоязычного Набокова и самым известным в целом, после „Лолиты“».

## Экранизации
- Марлен Горрис в 2000 году поставила по роману одноимённый фильм с Джоном Туртурро и Эмили Уотсон.